# Carex krajinae
Carex krajinae là một loài thực vật có hoa trong họ Cói. Loài này được Domin mô tả khoa học đầu tiên năm 1935.